# Ольговка (Яйский район)
Ольговка — деревня в Яйском районе Кемеровской области России. Входит в состав Судженского сельского поселения.

## География
Деревня находится в северной части области, преимущественно на левом берегу реки Чиндат (приток Яи), на расстоянии примерно 2 километров (по прямой) к северо-западу от районного центра посёлка городского типа Яя. Абсолютная высота — 153 метра над уровнем моря.
Часовой пояс
Деревня Ольговка, как и вся Кемеровская область, находится в часовой зоне МСК+4. Смещение применяемого времени относительно UTC составляет +7:00.

## История
Деревня была основана в 1835 году. В «Списке населенных мест Российской империи» 1868 года издания населённый пункт упомянут как казённая деревня Ольгина (Нижний Чендат) Томского округа (3-го участка) при речке Чендат, расположенная в 126 верстах от окружного центра Томска. В деревне имелось 97 дворов и проживало 660 человек (342 мужчины и 318 женщин).
В 1911 году в селе Ольгинском, входившем в состав Судженской волости Томского уезда, имелось 170 дворов и проживало 1129 человек (554 мужчины и 575 женщин). Функционировали церковь и сельское училище Министерства внутренних дел.
По данным 1926 года имелось 272 хозяйства и проживало 1610 человек (в основном — русские). Функционировали школа I ступени и лавка общества потребителей. В административном отношении село являлось центром и единственным населённым пунктом Сергеевского сельсовета Судженского района Томского округа Сибирского края.

## Население
| 2010 |
| ---- |
| 201  |

Половой состав
По данным Всероссийской переписи населения 2010 года в гендерной структуре населения мужчины составляли 47,3 %, женщины — соответственно 52,7 %.
Национальный состав
Согласно результатам переписи 2002 года, в национальной структуре населения русские составляли 95 % из 241 чел.

## Улицы
Уличная сеть деревни состоит из трёх улиц.